# 弗倫茲伍德 (印地安納州)
弗倫茲伍德（英語：Friendswood）是位於美國印地安納州亨德里克斯縣的一個非建制地區。該地的面積和人口皆未知。